# 薩爾恰
薩爾恰是羅馬尼亞的城鎮，位於該國東北部，距離首府蘇恰瓦8公里，由蘇恰瓦縣負責管轄，面積40平方公里，海拔高度328米，2009年人口9,867，大多數居民信奉東正教。

## 外部連結
- Aeroportul Suceava, Salcea （页面存档备份，存于）